# Šamorín
Šamorín (in lingua ungherese Somorja, in lingua tedesca Sommerein) è una città della Slovacchia facente parte del distretto di Dunajská Streda, nella regione di Trnava.

## Geografia fisica
La città si trova sull'isola dello Žitný ostrov, nelle vicinanze delle dighe di Gabčíkovo-Nagymaros sul Danubio. Si trova a circa 17 chilometri a sud-est di Bratislava e 25 chilometri a ovest di Dunajská Streda. Dal punto di vista amministrativo, la città appartiene al distretto di Dunajská Streda, nella regione di Trnava.

## Storia
La città venne menzionata per la prima volta nel 1238, con il nome di ecclesia Sanctae Mariae. Era un porto di primaria importanza sul Danubio nel Medioevo. Anche l'agricoltura ebbe un ruolo importante nello sviluppo della città, che in quel periodo crebbe notevolmente. Con la crescita di Presburgo (oggi Bratislava), però, Šamorín iniziò a subire un ridimensionamento, che culminò nella perdita dello status di città libera, che le era stato assegnato nel 1405 durante il regno di re Sigismondo. Nel XVI secolo, la città divenne un centro di rilievo nel campo dell'amministrazione della giustizia.

## Etnie e religioni
I dati del censimento del 2001, rivelano una presenza ungherese pari al 66,63%; il secondo gruppo etnico per consistenza è rappresentato dagli slovacchi (30,96%). Per quel che riguarda la religione, in base allo stesso censimento, la popolazione si professa al 75,27% cattolica e al 4,42% protestante. Il rimanente 11,75% comprende gruppi molto minoritari e coloro che dichiarano di non professare alcuna religione.

## Luoghi d'interesse
- La chiesa riformata, in origine cattolica, costruita nel XIII secolo in tardo stile romanico;
- la chiesa cattolica (in precedenza dotata di un chiostro), di stile barocco;
- la chiesa protestante, costruita nel 1784;
- la sinagoga in stile neoromanico, costruita nel 1912;
- il municipio rinascimentale.

## Geografia antropica

### Suddivisioni amministrative
Šamorín ha cinque distretti:  Šamorín e i villaggi di Bučuháza (in ungherese: Bucsuhaza), Čilistov, Kráľovianky (in ungherese: Kiralyfia) e Mliečno.

#### Villaggi progressivamente accorpati
- 1808: Gančháza
- 1960: Čilistov (in ungherese: Csölösztö)
- 1976: Mliečno (in ungherese: Tejfalu)

## Amministrazione

### Gemellaggi
Šamorín è gemellata con:
- Leiderdorp, Paesi Bassi
- Mosonmagyaróvár, Ungheria
- Hainburg an der Donau, Austria